# Селано
Села̀но (на италиански: Sellano) е село и община в Централна Италия, провинция Перуджа, регион Умбрия. Разположено е на 640 m надморска височина. Населението на общината е 1151 души (към 2010 г.).